# Les Films du paradoxe
Les Films du Paradoxe est une société française indépendante de production et de distribution cinématographique créée en 1991.

## Historique
En 2010, Les Films du Paradoxe, en partenariat avec le réseau de cinéma Utopia, sont les premiers distributeurs français à expérimenter le circuit de distribution alternatif « Vidéo en poche », qui consiste à acheter un film sans DRM en l'emportant sur une clé USB.

## Films distribués
Liste non exhaustive :
- A casa de Šarūnas Bartas
- Où est la maison de mon ami ? d'Abbas Kiarostami
- L'Homme qui rétrécit de Jack Arnold
- Goshu le violoncelliste d'Isao Takahata
- Elle s'appelle Sabine de Sandrine Bonnaire
- Une affaire de nègres d'Osvalde Lewat
- Impression de montagne et d'eau de Te Wei
- Témoins sourds, témoins silencieux de Brigitte Lemaine et Stéphane Gatti
- Chang de Merian C. Cooper et Ernest B. Schoedsack